# جامعة شرق بورسعيد الأهلية
جامعة شرق بورسعيد الأهلية هي جامعة أهلية غير هادفة للربح وتهتم بالتميز في التعليم والبحث العلمي وتدعمها الدولة وتوجد في مدينة سلام مصر، مصر.

## النشأة
تقرر أنشاء جامعة بورسعيد الأهلية بناء على قرار رئيس الجمهورية عبد الفتاح السيسي المقرر بإنشاء عشر جامعات أهلية في مصر تتبع الجامعات الحكومية، ووبناء على قرار السيد الرئيس قرر المجلس الأعلى للجامعات بالاجتماع لجلسة طارئة؛ وتم فيها تكليف كليات الهندسة بالجامعات على إنشاء تصاميم معمارية للجامعات الأهلية، وتنسيق العمل مع الهيئة الهندسية للقوات المسلحة؛ من أجل وضع تصاميم تتوافق مع التصاميم العالمية للجامعات الأهلية، كما قرر المجلس في جلسته الطارئة إلى تشكيل لجان تعليمية تحدد المناهج المستخدمة في الجامعات الأهلية حتى تتناسب مع احتياجات السوق وذلك بنوعيه السوق المحلى التابع لجامعة الأهلية والسوق العالمى؛ حتى يزيد من فرص توافد الطلاب لوافدين للدراسة بها، ويقلل من أعداد الطلاب المصريين لهادفين للدراسة والسفر خارج البلاد 
وفي 14 ديسمبر 2020، أعلن الدكتور رئيس جامعة بورسعيد صدور القرار الرسمي بتخصيص 40 فدانا لإنشاء جامعة بورسعيد الأهلية.
وتكون الجامعة الأهلية خاضة لقانون تنظيم الجامعات الأهلية والخاصة رقم 12 لسنة 2009 بعد تعديل بعض أحكامه، لائحته التنفيذية رقم 143 لسنة 2019، وسوف يتم التسجيل للطلاب عبر موقع الجامعة عبر الأنترنت لتسهيل التقديم على الراغبين بالألتحاق بالجامعة الأهلية، وسوف يتم الاستعانة بالأساتذة الجامعيين بأساتذة دوليين وذلك عن طريق حضور المؤتمرات عبر وسائل التكنولوجية الحديثة، وكذلك عن طريق حضور الأساتذة إلى مقر الجامعات الأهلية للتدريس فيها
وسوف تستخدم جامعة بورسعيد الأهلية نظام الساعات المعتمدة، وتنشأ على أحدث الأساليب العالمية في تقديم برامجها المحددة 

## الكليات
تضم كليات وبرامج حديثة وغير نمطية ومرتبطة بسوق العمل مثل:
- إدارة بحرية ولوجيستيات. : واللوجستية هي تتعلق بطبيعة المنطقة أو البلد التي يتم فيها النشاط الإدارى، ويتعامل بها على المستوى المحلى لأنها تتناسب معه ويتعامل بها على المستوى العالمى، فتعطيه الميزة التي يمتاز بها عن باقى الأساليب العالمية في الإدارة البحرية، وتتضمن أيضًا أنشطة النقل اللوجستي والتخزين اللوجيستي...وغيرها
- طب المجتمع والبيئة. ويعتبر طب البيئة والمجتمع من المجالات الجديدة للطب فهو اتجاه عالمى معاصر؛ حيث يهتم بتأثير البيئة على صحة البشر، فعلى سبيل المثال أن تلوث الهواء يؤدى إلى زيادة الإصابة بالأمراض، وزيادة معدل الوفيات على مستوى العالم، فالخطر هنا ليس محدد بدولة ولا مكان وتحول إلى خطر يهدد البشرية كلها، ومن خلال الأبحاث السابقة تبين أن تلوث الهواء يزيد من معدل الإصابة بالسكتات الدماغية؛ ومن هنا يمكن القول أن تجديد برامج الدراسة أمر يفرضه علينا التغييرات العالمية السريعة المتلحقة [6]
- الهندسة البحرية والغاز الطبيعى والطاقة. والهندسة البحرية يعتبر من فروع الهندسة التي ظهرت خلال القرن الماضى، وتهتم برامج الدراسة بها بدراسة كيفية تشغيل وصيانة وإصلاح الأجهزة والمعدات الميكانيكية والهندسية على متن السفن البحرية، ويتضمن التعامل مع المعدات الميكانيكية العديد من برامج التعلم مثل (ميكانيكا الدفع - نظام الكهرباء وتوليد الطاقة - التشحيم - أنظمة الوقود - تقطير الماء - أنظمة التبريد والتكييف - نظام الإضاءة) [7]
- النقل البحرى والبرى وإدارة المشروعات التنموية.